# Актас (Аягозский район)
Актас (каз. Ақтас) — село в Аягозском районе Абайской области Казахстана. Входит в состав Мынбулакского сельского округа. Код КАТО — 633471200.

## Население
В 1999 году население села составляло 165 человек (90 мужчин и 75 женщин). По данным переписи 2009 года, в селе проживало 89 человек (49 мужчин и 40 женщин).